# HD 217157
HD 217157，又名BD+84 517，SAO 3808、HR 8736，是一颗恒星，视星等为5.9，位于銀經120.41，銀緯23.1，其B1900.0坐标为赤經22h 53m 28.8s，赤緯+84° 23.1′ 17″。